# ژوآو گولارت
ژوآو گولارت (پرتغالی: João Goulart; زاده ۱ مارس ۱۹۱۸ – درگذشته ۶ دسامبر ۱۹۷۶) یک وکیل و سیاست‌مدار اهل برزیلی بود که به عنوان بیست و چهارمین رئیس جمهور برزیل تا عزلش توسط کودتای نظامی در ۱ آوریل ۱۹۶۴ خدمت کرد. او آخرین رئیس جمهور دست چپی برزیل تا قبل از به قدرت رسیدن لولا داسیلوا در سال ۲۰۰۳ بود.